# John Schuck
Conrad John Schuck Jr. (* 4. února 1940 Boston, Massachusetts) je americký herec.
Vystudoval Denison University, kde také poprvé vystoupil na divadelní prkna. Po jejím absolvování hrál v Cleveland Play House, v Center Stage v Baltimoru a v American Conservatory Theater, kde jej objevil Robert Altman. Schuckovou první filmovou rolí byl kapitán Walter Koskiusko Waldowski v Altmanově snímku MASH (1970). Později se objevil i v dalších Altmanových filmech, jako jsou Brewster McCloud (1970), McCabe a paní Millerová (1971) a Zloději jako my (1974). V letech 1971–1977 hrál v kriminálním seriálu McMillan & Wife, v roce 1977 v minisérii Kořeny.
V roce 1986 obdržel svoji první roli ve sci-fi světě Star Treku: hrál klingonského velvyslance ve snímku Star Trek IV: Cesta domů; tuto postavu si zopakoval ve filmu Star Trek VI: Neobjevená země (1991). Hostoval v seriálech Star Trek: Stanice Deep Space Nine (dvojdíl „Makisté“, cardassijský legát Parn), Star Trek: Vesmírná loď Voyager (díl „Múza“, sbor č. 2) a Star Trek: Enterprise (díly „Onemocnění“ a „Postižení“, klingonský doktor Antaak). Objevil se také v seriálech Babylon 5 či Zákon a pořádek: Útvar pro zvláštní oběti.